# Desaparecida
Desaparecida, pubblicato nel 1998, è il quarto album del gruppo musicale Decibel. 

## Descrizione
Si tratta del secondo e ultimo senza Enrico Ruggeri, prima del suo rientro nella band . La produzione artistica è di Shel Shapiro,  già produttore dei Decibel degli esordi, la produzione  esecutiva è di Silvio Capeccia, tutti i brani sono firmati da Capeccia e Muzio e gli arrangiamenti sono di Decibel e Marco Zanoni . Rispetto ai precedenti album questo disco segna una brusca svolta verso sonorità New Age e ambient, frutto delle esperienze maturate da Silvio Capeccia e Fulvio Muzio nel corso degli anni novanta nel campo della musica elettronica e della ambient. Con una scelta piuttosto ardita per i tempi, la distribuzione dell'album viene affidata al sito californiano Mp3.com, allora emergente, ottenendo un buon riscontro di vendite; il singolo “Pranayama” raggiunse per 4 settimane il terzo posto della classifica download di Mp3.com .

## Tracce
1. Desaparecida – 5:11
2. Lonely Hearts – 4:25
3. Pranayama – 4:54
4. Perfect Smoke Rings – 4:11
5. She’s Like a Love Song – 4:36
6. Crystal Days – 4:21
7. Eastwest – 5:37
8. The Explorer – 5:03
9. No Rain, No Unforeseen Events – 4:45

Durata totale: 43:03

## Formazione
- Silvio Capeccia -  tastiere (Korg Trinity, Korg M1, Emu Emax, Emu Proteus sound-module)
- Fulvio Muzio – tastiere (Roland RD-600, Roland JP-8000)
- Marco Zanoni - tastiere, pianoforte